# Złota Tarka

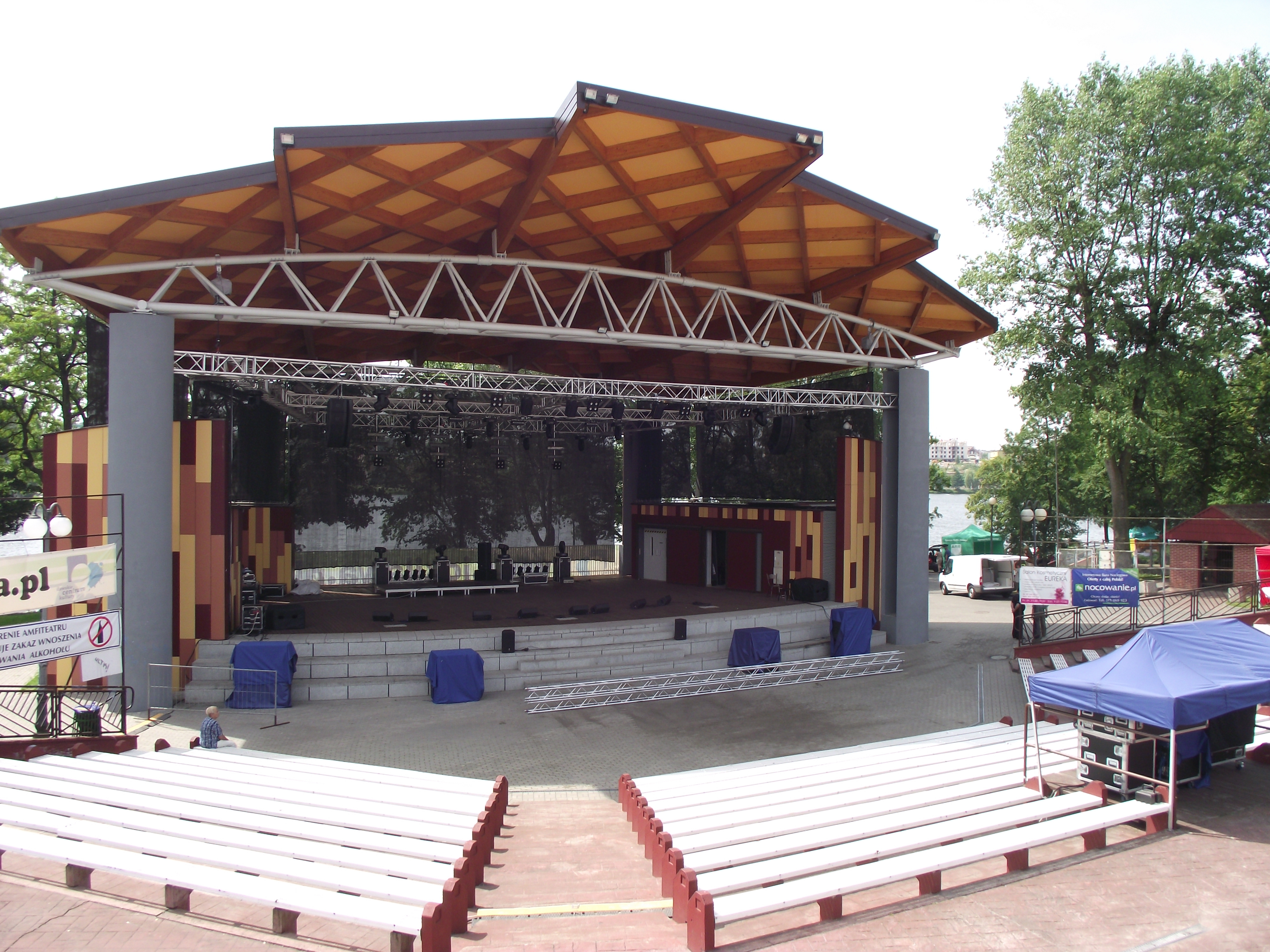
Louis Armstrong Amphiteatre ở Iława, địa điểm hiện tại của lễ hội

Zlota Tarka (Golden Washboard) là Liên hoan quốc tế Jazz truyền thống "ở Old Jazz - Zlota Tarka" (tiếng Ba Lan: Międzynarodowy Festiwal Jazzu Tradycyjnego "Old Jazz Meeting - Złota Tarka"), cuộc thi nhạc jazz trong mùa lễ hội, và giải thưởng ở Ba Lan. Cái tên này xuất phát từ washboard (một nhạc cụ) trong âm nhạc truyền thống. Các dấu vết lễ hội, từ giải thưởng được đề xuất cho đến Câu lạc bộ Jazz truyền thống của trung tâm văn hóa sinh viên Klub Stodoła tại Warsaw.
Đây là một trong những lễ hội âm nhạc lâu đời nhất ở Ba Lan. Giải thưởng đầu tiên đã được trao trong lễ hội Jazz on the Oder (pl: Jazz nad Odrą) ở Wrocław năm 1965. Lịch sử của giải thưởng và lễ hội bao gồm hai thời kỳ cách nhau bởi một sự gián đoạn: 1967-1987 tại Warsaw và 1994-nay tại Iława. Cái tên "Złota Tarka" đã được mua lại vào năm 1973 ("Cuộc họp Jazz cũ 'Złota Tarka'").
Hiện tại, nó được tài trợ một phần bởi Bộ Văn hóa và Di sản quốc gia Ba Lan.
Năm 2018 là mùa giải thứ 48 của lễ hội / cuộc thi.